# 1964年夏季奥林匹克运动会葡萄牙代表团
1964年夏季奥林匹克运动会葡萄牙代表团是葡萄牙派出的1964年夏季奥林匹克运动会代表团。